# Ричаков Олексій Іванович

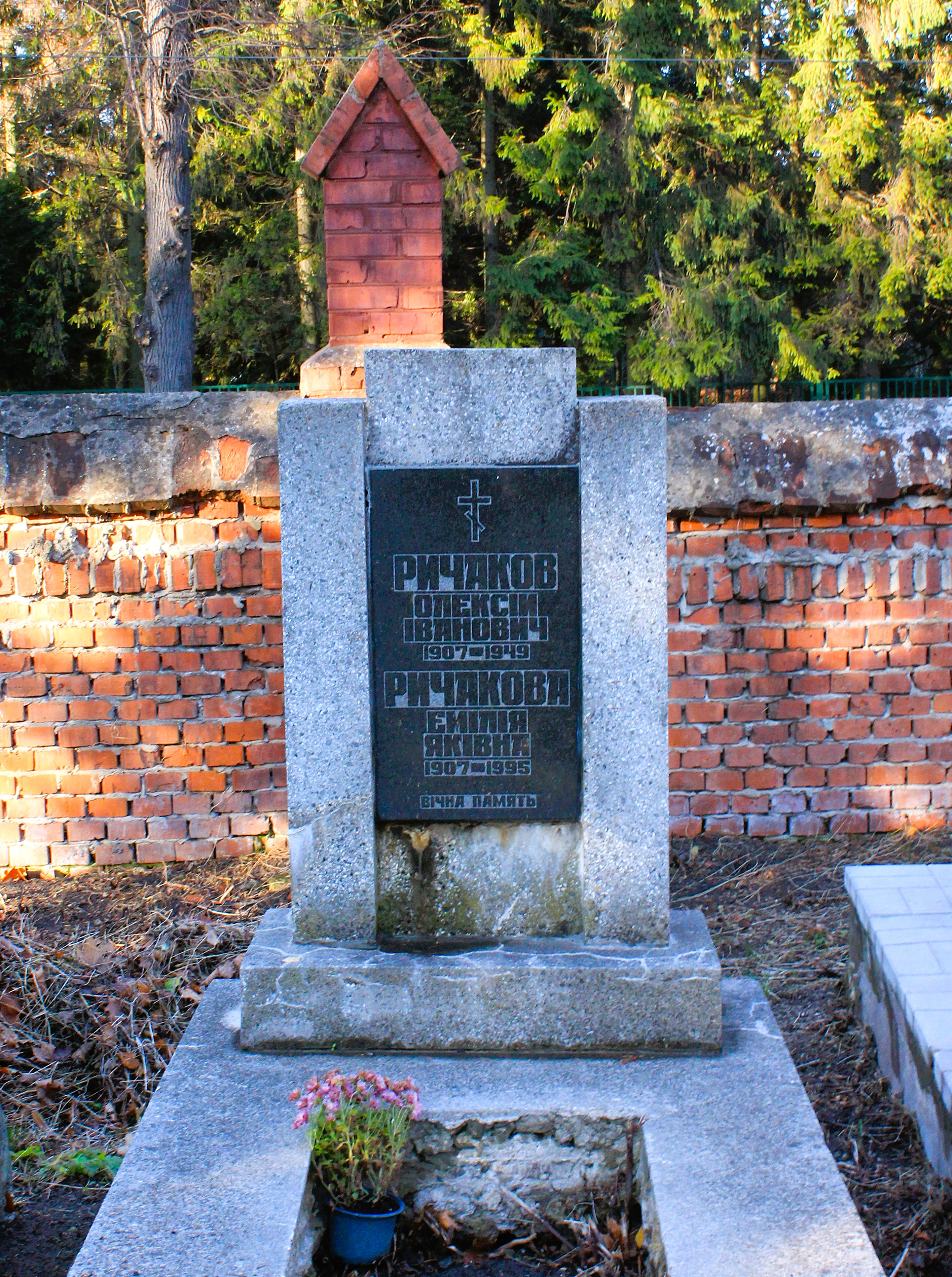
Нагробок на могилі О.Ричакова.

Олексій Іванович Ричаков (11 березня 1907, містечко Мена, тепер Менського району Чернігівської області — 11 травня 1949, Львівська область) — радянський військовий, державний і політичний діяч, підполковник. Депутат Верховної Ради СРСР 1-го скликання.

## Біографія
Освіта незакінчена середня. Член ВКП(б) з 1926 року.
З 1929 року — завідувач відділу культури і пропаганди, голова заводського комітету (завкому) і секретар партійного комітету (парткому) Корюківського рафінадного заводу на Чернігівщині.
З травня 1930 року — на політичній роботі і командних посадах в Робітничо-Селянській Червоній Армії. У 1932—1935 роках — молодший командир 7-го артилерійського полку. У 1935—1937 роках — політичний керівник батареї 135-го артилерійського полку. З 1937 року — політичний керівник батареї і виконувач обов'язків комісара 135-го артилерійського полку.
Учасник радянсько-фінської війни, військовий комісар дивізії.
Учасник німецько-радянської війни з червня 1941 року: військовий комісар, начальник політичного відділу 271-ї стрілецької Горлівської Червонопрапорної ордена Богдана Хмельницького дивізії. Воював на Західному, Південно-Західному, Південному, Закавказькому, 1-му та 4-му Українських фронтах.
Після 1945 року — учасник боротьби з українськими повстанцями в Західній Україні, начальник 75-го окремого геологічного загону Прикарпатського військового округу. Загинув «під час виконання службового завдання», підірвавшись на міні. Похований на 78 полі Личаківського цвинтаря у Львові.

## Звання
- полковий комісар
- підполковник

## Нагороди
- орден Червоного Прапора (7.12.1944)
- орден Вітчизняної війни I ст. (15.06.1945)
- орден Червоної Зірки (20.05.1940)
- орден «Знак Пошани» (1938)
- медаль «За бойові заслуги»
- медаль «За оборону Кавказу»